# Rick Tuten
Richard Lamar Tuten (* 5. Januar 1965 in Perry, Florida, Vereinigte Staaten; † 13. Juni 2017 in Costa Rica) ist ein ehemaliger US-amerikanischer American-Football-Spieler auf der Position des Punters. Er spielte elf Jahre in der National Football League (NFL).

## Frühe Jahre
Tuten ging in Ocala, Florida, auf die Highschool. Später besuchte er die Florida State University.

## NFL
Nachdem er im NFL-Draft 1988 nicht berücksichtigt worden war, nahmen ihn die San Diego Chargers in ihren Kader auf. Für die Chargers absolvierte er kein Spiel und somit ging er zur Saison 1989 zu den Philadelphia Eagles, für die er in zwei Spielen auf dem Platz stand. Die Saison 1990 verbrachte er bei den Buffalo Bills, mit denen er den Super Bowl XXV erreichte, der jedoch mit 19:20 gegen die New York Giants verloren ging, ehe er zur Saison 1991 bei den Seattle Seahawks anheuerte. 1994 puntete er den Ball 91-mal für 3905 Yards; für diese Leistung wurde er in den Pro Bowl gewählt. Zur Saison 1998 wechselte er zu den St. Louis Rams, mit denen er nach der Saison 1999 den Super Bowl XXXVI gewann. Er spielte jedoch in dem Spiel auf Grund einer Verletzung, die er sich schon Mitte der Saison zugezogen hatte, nicht mit.

## Persönliches
Während eines Urlaubs mit seiner Frau in Costa Rica starb Tuten im Alter von 52 Jahren am 13. Juni 2017.